# Susann Finckh-Bucher
Susann Finckh-Bucher, geborene Anne-Suse Bucher (* in Deggingen), ist eine deutsche Sopranistin und Gesangspädagogin.

## Leben und Wirken
Susann Finckh-Bucher wuchs in Stuttgart auf. Als Kind war sie Mitglied im Südfunk-Kinderchor. Sie erhielt nach einem pädagogischen Studium ihre Gesangsausbildung bei Anna Maria Weinmann (Stuttgart) und auf internationalen Meisterkursen bei Elisabeth Grümmer, Esther Salaman, Montserrat Figueras und René Jacobs. Neben ihrem Sologesang sang sie in Chören unter Dirigenten wie Frieder Bernius, Sergiu Celibidache und Gary Bertini.
Ihre Konzerttätigkeit umschließt das oratorische Standardrepertoire genauso wie romantische und moderne Kompositionen. 1980 sang sie die Uraufführung der „Marienlieder“ von Gerhard Kaufmann.
Susann Finckh-Bucher machte sich dazu mit literarisch ausgerichteten Lieder-Recitals (Goethe, Hölderlin, Heine, Mörike) und im Chanson-Bereich (Brecht, Tucholsky) einen Namen. Sie arbeitete mit den Pianisten Wolfgang Kübler und Markus Stange zusammen.
Im Februar 1998 trat sie zu Brechts hundertstem Geburtstag am Landestheater Tübingen auf, 1999 gastierte sie mit Liedern zum Goethe-Jahr und Richard-Strauss-Jahr in Mexico-Stadt.
Im Rahmenprogramm des Nürtinger Sommertheaters 2002 interpretierte sie Hölderlin-Gesänge „Linien des Lebens“ und improvisierte zu der Nürtinger "Pflegschafts-Akte Hölderlin".
Mit dem Gitarristen und Lautinisten Wolfgang Daiß gründete sie 1984 Duo Voccord, mit dem sie ihre Vorstellung von spezieller Stimmtechnik, vokalen Klangmöglichkeiten und künstlerischer Gestaltung umsetzt.
1990 gründeten Susann Finckh-Bucher, Wolfgang Daiß und die Gambistin Franziska Finckh das Trio Voccord als Ensemble für Alte Musik. Neben vielen Kirchenkonzerten gestaltete Trio Voccord 2003 bis 2014 regelmäßig die "Woche der Alten Musik" im Kloster Stift zum Heiligengrabe (Brandenburg) mit Konzerten und Kursen.
Als Stimmbildnerin und Gesangspädagogin arbeitet Susann Finckh-Bucher mit Chören wie der Nürtinger Kantorei (Kantor: Karl Böbel), Schwäbischer Singkreis (Kantor: Volker Lutz), den Chören der Christuskirche (Karlsruhe) (Kantor: Carsten Wiebusch) und der Kantorei Stiftskirche Stuttgart (Kantor: Kay Johannsen), mit Schülern, Studenten und professionellen Sängern zusammen. Schülerinnen waren u. a. die Musical-Sängerin Sanni Luis, die Mezzosopranistin Magdalena Fischer und die Landesjazz-Preisträgerin 2020 Franziska Ameli Schuster.
Susann Finckh-Bucher lebt mit ihrem Mann Eckhard Finckh in Nürtingen. Sie hat drei Töchter, darunter die Cellistin und Gambistin Franziska Finckh.

## Diskografie
- Wolfgang Amadeus Mozart: Große Messe c-Moll KV 427, Susann Finckh-Bucher mit Evangelische Kantorei Nagold, Gerhard Kaufmann, MAS 136/7 (1977)

- Mario Castelnuovo-Tedesco: The Divan of Moses-ibn-Ezra.Liederzyklus für Sopran und Gitarre, op. 207, Duo Voccord, SWR (1987)

- Alte Weihnachtslieder. Mittelalter – Renaissance – Frühbarock, Trio Voccord, MAS 378 (1997)

- Heinrich Heine Hommage, Duo Voccord, MAS 405 (1998)